# Separation/The (International) Noise Conspiracy
Separation/The (International) Noise Conspiracy är en split-EP med de svenska banden Separation och The (International) Noise Conspiracy, utgiven 1999. Skivan var ett samarbete mellan skivbolagen Black Mask Collective, Busted Heads Records, Ling Lao Records, Trust No One Recordings, Bridge of Compassion Records, Putrid Filth Conspiracy, T-Recs och La Calavera Discos och utgavs som 7"-vinyl.
Båda låtarna av The (International) Noise Conspiracy inkluderas senare på samlingsalbumet The First Conspiracy (1999).

## Låtlista
A
1. Separation - "This Time I Will See the Story from Another Side"
2. Separation - "No Schedule"
3. Separation - "Bob Dylan Never Did Change the World"
4. Separation - "Tell Me So I Wonät Know"

B
1. The (International) Noise Conspiracy - "Introduction to..."
2. The (International) Noise Conspiracy - "The Black Mask"

### Fotnoter
1. ↑  ”Separation/The (International) Noise Conspiracy”. Discogs.com. http://www.discogs.com/Separation-2-International-Noise-Conspiracy-The-Separation-The-International-Noise-Conspiracy/release/1920276. Läst 19 april 2012.
2. ↑  ”The First Conspiracy”. Discogs.com. http://www.discogs.com/International-Noise-Conspiracy-The-First-Conspiracy/master/145279. Läst 19 april 2012.